# 南雁镇
南雁镇是中华人民共和国浙江省温州市平阳县下辖的一个镇。

## 行政区划
南雁镇下辖以下村级行政区划单位：
雁山村、后仓村、东门村、蒲岭村、笠湖村、溪边南村、南雁村、迢岩村、五十丈村、前山村、堂基村、周岙村、雁前村、双旺村、三兴村和雁峰村。